# Tigerottern
Die Tigerottern (Notechis) sind eine Gattung der Familie der Giftnattern (Elapidae). Sie umfasst zwei Arten, die Schwarze Tigerotter (N. ater) und die Gewöhnliche Tigerotter (N. scutatus) sowie mehrere Unterarten, deren Verbreitung auf das südliche Australien beschränkt ist.
Als Giftnattern sind die Tigerottern nicht näher mit den eigentlichen Ottern (Viperidae) verwandt.

## Merkmale
Die beiden Arten erreichen Körperlängen von über einem Meter, wobei die Gewöhnliche Tigerotter mit einer Gesamtlänge von maximal etwa 1,20 Meter nicht ganz so lang wird wie die Schwarze Tigerotter mit Körperlängen bis etwa 1,50 Meter. Die Grundfärbung der Gewöhnlichen Tigerotter ist sehr variabel und reicht von einem hellgrau bis olivgrün, braun oder braunrot mit mehr oder weniger ausgeprägten Querbalken; in sehr seltenen Fällen kommen auch schwarze Tiere vor. Die Schwarze Tigerotter ist dagegen immer lackschwarz gefärbt. Die Bauchseite ist bei beiden Arten heller als die Rückenseite gefärbt.
Charakteristisch ist für die Gattung das große, annähernd quadratische Frontalschild auf der Kopfoberseite. Das vordere Temporale ist ebenfalls sehr groß ausgebildet und mindestens ebenso lang wie oder länger als das Frontale. Subocularia fehlen, ein Internasale ist dagegen ausgebildet. Alle Körperschuppen sind glatt und bilden in der Körpermitte 17 bis 21 Schuppenreihen, wobei die Gewöhnliche Tigerotter meistens 19 und die Schwarze Tigerotter meistens 17 Schuppenreihen besitzt. Die Bauchseite wird von mehr als 140 Ventralia bedeckt, wobei die Schwarze Tigerotter mindestens 155 Ventralia besitzt. Die Maximalanzahl liegt bei beiden Arten bei 190 Ventralia. Sowohl das Analschild als auch die Subcaudalia sind ungeteilt.

## Verbreitung und Lebensraum
Tigerottern finden sich ausschließlich im Süden Australiens, wobei sich die Verbreitungsgebiete beider Arten nicht überschneiden. So lebt die Schwarze Tigerotter an der südwestlichen Spitze von Western Australia sowie auf Tasmanien, während die Gewöhnliche Tigerotter vom Süden von Queensland über New South Wales bis Victoria im Bereich des Murray und Murrumbidgee River sowie dem äußersten Südosten South Australias verbreitet ist.
Die Schlangen leben vor allem im Hochland und sind dort in einer Reihe von unterschiedlichen Habitaten zu finden. Dabei kann es sich vor allem im Norden um feuchte Regenwälder handeln, im Süden kommen sie dagegen in trockeneren Gebieten vor.

## Lebensweise
Beide Tigerottern sind vor allem tag- und dämmerungsaktiv, Nachtaktivität kommt an besonders heißen Tagen vor. Der Nachwuchs kommt lebend auf die Welt, die Schlangen sind entsprechend ovovivipar.

## Schlangengift

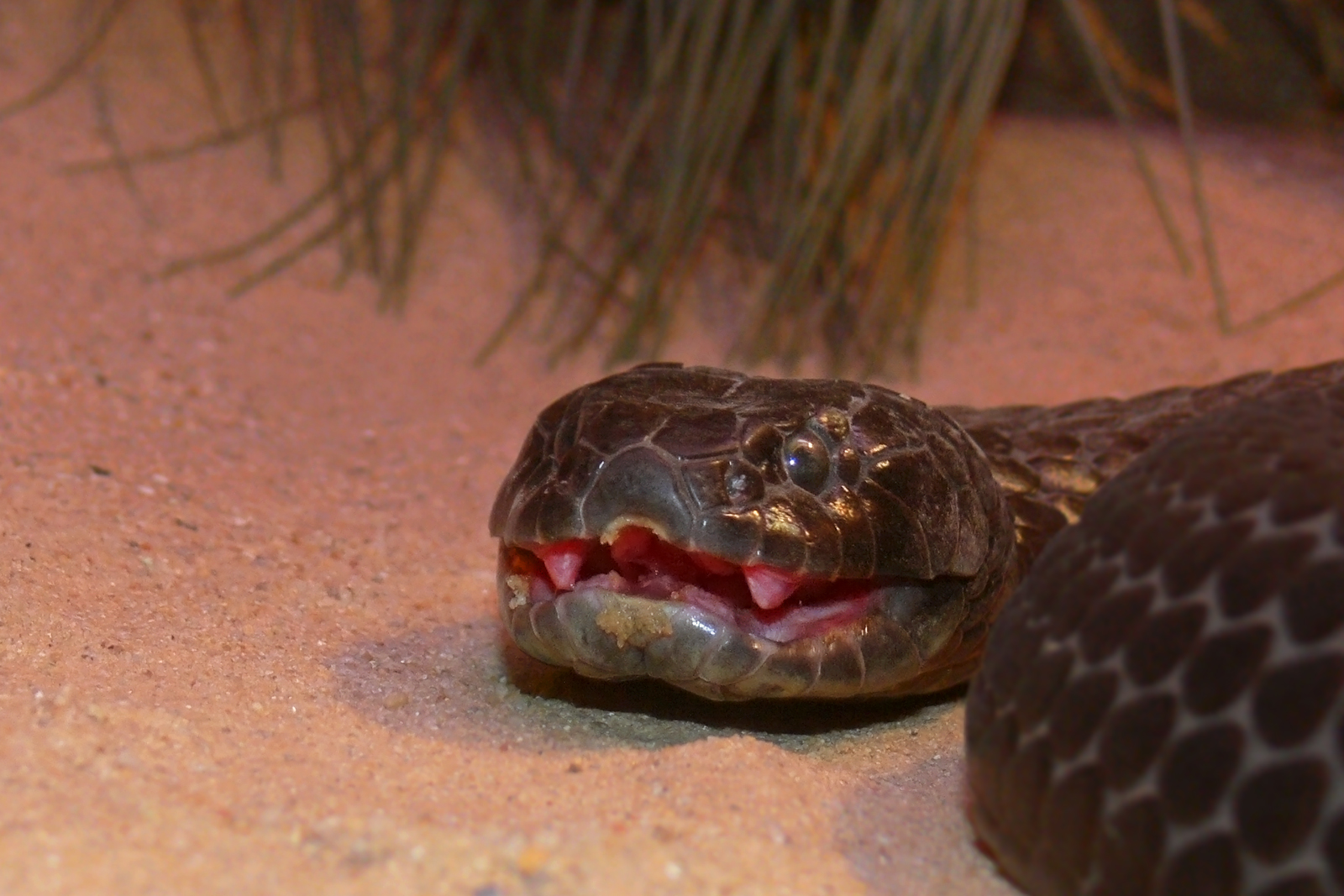
Kopf einer Tigerotter. Die Giftzähne sind im geöffneten Maul gut erkennbar

Die Tigerottern werden als sehr gefährliche Schlangen eingeschätzt, da sie ein sehr potentes Gift besitzen und zudem häufig mit Menschen in Berührung kommen. Entsprechend ist ein sehr großer Anteil der tödlichen Schlangenbissunfälle Australiens auf die beiden Arten dieser Gattung zurückzuführen. Ein Antivenin gegen das Gift wurde bereits sehr früh entwickelt und das Schlangengift ist in seiner Zusammensetzung und Wirkung sehr gut erforscht.